# Mammillaria thornberi
Mammillaria thornberi är en kaktusväxtart som beskrevs av Charles Russell Orcutt. Mammillaria thornberi ingår i släktet Mammillaria och familjen kaktusväxter.

## Underarter
Arten delas in i följande underarter:
- M. t. thornberi
- M. t. yaquensis